# Премия имени Зеэва Жаботинского
Премия Жаботинского в области литературы и исследований — награда, присуждаемая Орденом Жаботинского Израиля за выдающиеся достижения в области литературы и исследований каждые два года.

## Лауреаты
- Йосеф Шехтман
- Абба Ахимеир
- Авигдор Шахан
- Эфраим Кишон
- Шмуэль Кац
- Игаэль Ядин
- Узи Наркис
- Биньямин и Идо Нетаньяху
- Наоми Шемер
- Герцель Розенблюм
- Ицхак Орен
- Шломо Эрель